# Sovjetrepubliek Donetsk-Krivoj Rog
De Sovjetrepubliek Donetsk-Krivoj Rog (Russisch: Донецко-Криворожская советская республика) was een vazalstaat van de Sovjet-Unie, genoemd naar de Oekraïense steden Donetsk en Krivoj Rog (in het Oekraïens Kryvy Rih). Deze republiek werd opgericht op 12 februari 1918 en wilde onafhankelijk zijn van de volksrepubliek Oekraïne. Op 29 maart 1918 werd het een republiek in Oekraïne. Tot het in zijn geheel bezet werd door Duitse troepen met steun van de Tsentralna Rada.
De republiek claimde de gebieden ten zuiden van de volksrepubliek Oekraïne. Dat was het gebied van Donbass, Charkov, Jekaterinoslav en een deel van het gouvernement Cherson. Andere gebieden waren die van de Don-Kozakken. De eerste hoofdstad was Charkov, maar door druk van de Rode Garde werd de hoofdstad verplaatst naar Loehansk. De Sovjetregering van de RSFSR steunde de staat door voor anarchie in het gebied te zorgen. De gevormde regering wist een einde aan de anarchie te maken door het Secretariaat-generaal van Oekraïne en het Volkssecretariaat op te richten. Sommige commissarissen hadden posities in de Sovjetregering en in het Volkssecretariaat.
De republiek werd ontmanteld bij het Tweede Heel-Oekraïense Sovjetcongres op 20 maart 1918 waar de onafhankelijkheid van de Oekraïense SSR uitgeroepen werd.  Het lukte niet om erkenning te vinden bij internationale machten of bij de Russische SFSR en in overeenkomst met de Vrede van Brest-Litovsk werd de republiek opgeheven.

## Regering
- Voorzitter - Fjodor Sergejev ("Artjom")
- Volkscommissaris van Binnenlandse Zaken - S. Vasiltsjenko
- Volkscommissaris voor Financiën- Valeri Mezjlauk
- Volkscommissaris voor Arbeid - B. Magidov
- Volkscommissaris voor Onderwijs- M. Zjakov
- Volkscommissaris voor Justitiële Zaken - V. Filov
- Volkscommissaris voor Militaire Zaken -  Mojsej Roechimovitsj
- Volkscommissaris voor Staatsveiligheid - A. Kamensk

Na een regeringscrisis en het opstappen van Vasiltsjenko, Zjakov  en Filov op  29 maart 1918, verplaatste Sovnarkom zich van Charkov naar Loehansk.
- Voorzitter - Fjodor Sergejev ("Artjom")
  - Vicevoorzitter - Joe. Loetovinov ("Ivan")
- Volkscommissaris voor Binnenlandse Zaken - I. Jakimovitsj
- Volkscommissaris voor Financiën - Valeri Mezjlauk
- Volkscommissaris voor Arbeid - B. Magidov
- Volkscommissaris voor Onderwijs  - Ja. Istomin
- Volkscommissaris voor Justitie - A. Tsjervjakov
- Volkscommissaris voor Gezondheidszorg - I. Aleksejev ("Koom")
- Volkscommissaris voor Militaire Zaken - Mojsej Roechimovitsj
- Volkscommissaris voor Staatsveiligheid - A. Kamenski
- Volkscommissaris voor Post en Telegraaf - I. Kozjevnikov
- Volkscommissaris voor Publieke Eigendommen - A. Poezyrjov
- Directeur voor Raadszaken  - A. Povzner